# Йоан Дука (велик етериарх)
Йоан Дука (на гръцки: Ἰωάννης Δούκας; активен между 1155/6 – 1181) е високопоставен византийски военачалник и дипломат от средата на XII век, който служи в Южна Италия, Унгария, Мала Азия и Светите земи по времето на император Мануил I Комнин. Издига се в ранг до севаст и заема поста на велик етериарх. Съхранени са няколко негови печата, върху които е споменат със заеманите от него рангове и длъжности.
Димитриос Полемис погрешно го идентифицира с неговия съвременник и епарха на града Йоан Каматир, като „Йоан Дука Каматир“. Идентификацията на Полемис по-късно е коригирана от други учени: Патриша Карлин-Хейтър по-специално разлага фигурата Йоан Дука Каматир, реконструрана от Полемис, на шест или седем различни личности, от които на Йоан Дука се пада по-голямата част от военната и дипломатическа кариера, която Полемис приписва на Йоан Дука Каматир.
Първата информация, която до известна степен може да се свърже с игурност с Йоан Дука, е учатието му в едно посолство до императора на Свещената Римска империя Фридрих I Барбароса през 1155 г., последвано от неуспешния опит на взантийците да си отвоюват Апулия от властта на итало-норманите от Кралство Сицилия. Базирани в Анкона, Йоан Дука и Михаил Палеолог първоначално постигат някои успехи, включително и превземането на старата столица на Византийска Южна Италия, Бари. След като Палеолог умира през пролетта на 1156 г., Дука поема еднолично командването на кампанията и превзема Бриндизи. Въпреки че Мануил I изпратил братовчед си Алексий Комнин с кораби в Бари, те не докарали сухопътни войски, така че византийските командири били победени и пленени от крал Вилхелм I Сицилиански през май 1156 г. Почти съвременният на тези събития историк Йоан Кинам ясно обвинява както Алексий Дука, така и Йоан Дука, че не са били достатъчно благоразумни, за да избегнат директна конфронтация с норманите, и че освен това са провалили последвалата експедиция на Алексий Аксух, като по време на пленничеството си са дали обещания на крал Вилхелм, но негативното отношение на историка може да е повлияно от по-късни събития.
След това Дука командва експедиция в Далмация през 1164 г. и срещу унгарците през 1166 г. За първи път е засвидетелстван като велик етериарх през 1170 г., когато присъства на синода в Константинопол, който осъжда Йоан Ириник. През 1177 г. предвожда пратеничество при йерусаимския крал Балдуин IV. През 1179 г. Дука посещава Солун и става обект на една от речите на архиепископ Евстатий Солунски, който хвали интереса му към теологията. Известно е, че си е кореспондирал с Михаил Глика по богословски въпроси. Евстатий допълнително споменава уастието му в неуточнени военни кампании в Мала Азия. Друг учен – философът Константин Никейски, написал утешително писмо до Йоан Дука по повод кончината на съпругата му, в което Константин възхвалявал интереса към „истинската философия“ (аскетическата добродетел), който покойната имала приживе.
През 1180 г. Йоан Дука подкрепя възцаряването на император Алексий II Комнин. Възможно е Даука да е идентичен с Йоан Дука, за когото Никита Хониат споменава, че неуспешно защитавал Никея от Андроник Комнин през 1182 г. Тази идентификация е несигурна, тъй като Хониат не споменава защитника на Никея с каквато и да е титла. Ако по това време Йоан Дука все още е бил велик етериарх, то тогава най-вероятно той е бил отстранен от този пост от император Андроник I.

## Цитирана литература
- Birkenmeier, John W. (2002). The Development of the Komnenian Army: 1081–1180. Leiden: Brill, ISBN 90-04-11710-5
- Eisenberg, Merle; Jenkins, David (2021). The Philosophy of Constantine the Philosopher of Nicaea. – Byzantinische Zeitschrift, 114(1),  139–162, doi:10.1515/bz-2021-9006
- ((fr)) Karlin-Hayter, Patricia (1972). 99. Jean Doukas. – Byzantion, 42(1),  259–266, JSTOR 44170347, http://jstor.org/stable/44170347
- Kazhdan, A. P. (1969). John Doukas – an attempt at de-identification. – Le Parole e le Idee, 11,  242–247
- ((en)) Polemis, Demetrios I. (1968). The Doukai: A Contribution to Byzantine Prosopography. London: The Athlone Press, OCLC 299868377, https://books.google.com/books?id=Sx5dAAAAIAAJ
- ((en)) Magdalino, Paul (2002) [1993]. The Empire of Manuel I Komnenos, 1143 – 1180. Cambridge, United Kingdom: Cambridge University Press, ISBN 0-521-52653-1, http://books.google.com/books?id=0cWZvqp7q18C
- Stone, Andrew F. (1999). The 'Grand Hetaireiarch' John Doukas: The Career of a Twelfth-Century Soldier and Diplomat. – Byzantion, 69(1),  145–164, JSTOR 44172159, http://jstor.org/stable/44172159

|  | Тази страница частично или изцяло представлява превод на страницата John Doukas (megas hetaireiarches) в Уикипедия на английски. Оригиналният текст, както и този превод, са защитени от Лиценза „Криейтив Комънс – Признание – Споделяне на споделеното“, а за съдържание, създадено преди юни 2009 година – от Лиценза за свободна документация на ГНУ. Прегледайте историята на редакциите на оригиналната страница, както и на преводната страница, за да видите списъка на съавторите. ВАЖНО: Този шаблон се отнася единствено до авторските права върху съдържанието на статията. Добавянето му не отменя изискването да се посочват конкретни източници на твърденията, които да бъдат благонадеждни. |